# АЕЗ Закакиу
АЕЗ Закакиу (на гръцки: Αθλητική Ένωση Ζακακίου), (на български: Обединен клуб Закакиу) е кипърски футболен клуб от град Лимасол, квартал „Закакиу“. Цветовете на отбора са зелен и бял.

## История
„АЕЗ Закакиу“ е основан през 1956 година. Домакинските си срещи играе на стадион „Амохостос“ в Ларнака с капацитет от 5 500 места. Дебют във Висшата лига на Кипър прави през 2016/17 година, след като завършва на второ място във Втора лига предишния сезон.

## Успехи
- Кипърска Първа Дивизия:
  - 13-то място (1): 2016/17

- Купа на Кипър:
  - 1/8 финалист (2): 1999/2000, 2001/02

- Кипърска Втора Дивизия: (2 ниво)
  - 2-ро място (2): 2015/16 (промоция), 2022/23 (промоция)

- Кипърска Трета Дивизия:
  -  Победител (2): 1992/93, 1997/98

- Кипърска Четвърта Дивизия:
  -  Победител (2): 1986/87, 1991/92 (група Лимасол-Пафос)